# Televisión en Chile
La televisión en Chile es la comunicación y difusión de canales chilenos por medios televisivos de forma audiovisual, siendo uno de los principales medios de comunicación luego de su introducción oficial en agosto de 1959.

## Instituciones relacionadas
La regulación de las concesiones de frecuencias de libre acceso (televisión abierta) y demás normativas complementarias en cuanto programación están bajo el alero regulatorio del Consejo Nacional de Televisión de Chile (CNTV). La Subsecretaría de Telecomunicaciones de Chile (SUBTEL) del Ministerio de Transportes y Telecomunicaciones es la encargada de formular las especificaciones, normas técnicas y asignar la distribución del espectro radioeléctrico.
La Asociación Nacional de Televisión (ANATEL) agrupa a las siete cadenas nacionales de televisión existentes en el país. También existen las Asociación Regional de Canales de Televisión (ARCATEL), la cual congrega a los canales regionales, y la Asociación Nacional de Canales Comunitarios de Chile, la que agrupa canales locales y comunitarios.

## Clasificación de programas
En 1993, la Asociación Nacional de Televisión (ANATEL), creó este sistema como una forma de autorregulación y etiquetado de la programación televisiva, según se indica:
- F: Familiar - Programas para todas las edades, independientemente de su contenido específico.
- R: Responsabilidad compartida - Niños acompañados de un adulto.
- A: Adultos - Solamente para público adulto (18 años o más). Estos programas contienen lenguaje explícito, escenas de sexo y/o desnudos, consumo de alcohol y drogas, violencia u otros (usado desde las 21:00 horas, hasta el cierre de programación o las 6:00 horas).
- C: Cultura - Programas culturales y/o educativos, independiente de su clasificación.

En 1999 se agregaron tres calificaciones más, específicamente para la programación infantil de los canales nacionales:
- I: Infantil - Programas de TV para todos los niños y niñas.
- I7: Infantil (para mayores de 7 años) - Programas para mayores de siete años y más edades.
- I10: Infantil (para mayores de 10 años) - Programas para mayores de diez años y más edades.
- I12: Infantil (para mayores de 12 años) - Programas para mayores de doce años y más edades.

## Canales de televisión abierta
Son los canales nacionales de televisión de Chile con cobertura nacional (13):
| Logo | Canal       | Programación              | Inicio de transmisiones  | Propietario                                     | Operador                        |
| ---- | ----------- | ------------------------- | ------------------------ | ----------------------------------------------- | ------------------------------- |
|      | TVN         | Generalista               | 18 de septiembre de 1969 | Estado de Chile                                 | Televisión Nacional de Chile    |
|      | NTV         | Educativa y cultural      | 8 de agosto de 2021      | Estado de Chile                                 | Televisión Nacional de Chile    |
|      | Mega        | Generalista               | 23 de octubre de 1990    | Bethia                                          | Mega Media                      |
|      | Mega 2      | Cultural                  | 20 de septiembre de 2022 | Bethia                                          | Mega Media                      |
|      | Chilevisión | Generalista               | 4 de noviembre de 1960   | Paramount Global                                | Paramount Networks Americas     |
|      | UChile TV   | Educativa y cultural      | 30 de diciembre de 2020  | Universidad de Chile                            | Universidad de Chile            |
|      | Canal 13    | Generalista               | 21 de agosto de 1959     | Grupo Luksic                                    | Grupo Secuoya                   |
|      | T13 En Vivo | Noticias                  | 10 de abril de 2023      | Grupo Luksic                                    | Grupo Secuoya                   |
|      | TV+         | Generalista               | 5 de octubre de 1957     | Media 23 SpA (90 %) PUCV Multimedios SpA (10 %) | TV+ SpA                         |
|      | TV Más 2    | Entretenimiento y cultura | 16 de noviembre de 2021  | Media 23 SpA (90 %) PUCV Multimedios SpA (10 %) | TV+ SpA                         |
|      | UCV TV      | Cultural                  | 12 de abril de 2018      | Media 23 SpA (90 %) PUCV Multimedios SpA (10 %) | PUCV Multimedios SpA            |
|      | La Red      | Generalista               | 12 de mayo de 1991       | Albavisión                                      | Compañía Chilena de Televisión  |
|      | Telecanal   | Noticias (RT en español)  | 5 de diciembre de 2005   | Albavisión                                      | Red de Telecanal (Canal 2 S.A.) |

## Televisión digital terrestre

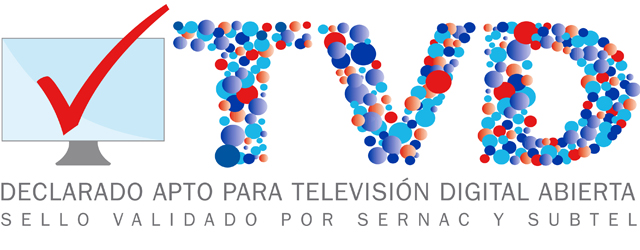
Logotipo de la Televisión Digital, adoptado por el Gobierno de Chile en 2010.

## Televisión por suscripción
Al cuarto trimestre de 2020, Chile tiene 3,27 millones de suscriptores de televisión de pago. Los principales operadores son VTR (33% del mercado), DirecTV (21%), Movistar (15%) y Claro (11%). Otros operadores disponibles a nivel nacional son Gtd, Telsur, TuVes HD, Entel, Zapping, Mundo, Mi Play, WOM TV y Magic TV.

## Canales chilenos de suscripción (34)
Son aquellos canales que solo pueden ser vistos por cable o satélite en todo Chile.
| Logo    | Canal                    | Programación             | Propietario                                       | Principales cableoperadores del país | Principales cableoperadores del país | Principales cableoperadores del país | Principales cableoperadores del país | Principales cableoperadores del país | Principales cableoperadores del país | Principales cableoperadores del país | Principales cableoperadores del país | Principales cableoperadores del país |
| Logo    | Canal                    | Programación             | Propietario                                       | DirecTV                              | VTR                                  | Entel                                | Claro                                | Movistar                             | TuVes                                | Gtd/Telsur                           | Mundo                                | Zapping                              |
| ------- | ------------------------ | ------------------------ | ------------------------------------------------- | ------------------------------------ | ------------------------------------ | ------------------------------------ | ------------------------------------ | ------------------------------------ | ------------------------------------ | ------------------------------------ | ------------------------------------ | ------------------------------------ |
|         | ESPN                     | Deportes                 | ESPN Inc                                          | Sí                                   | Sí                                   | Sí                                   | Sí                                   | Sí                                   | Sí                                   | Sí                                   | Sí                                   | Sí                                   |
|         | ESPN 2                   | Deportes                 | ESPN Inc                                          | Sí                                   | Sí                                   | Sí                                   | Sí                                   | Sí                                   | Sí                                   | Sí                                   | Sí                                   | Sí                                   |
|         | ESPN 5                   | Deportes                 | ESPN Inc                                          | Sí                                   | Sí                                   | Sí                                   | Sí                                   | Sí                                   | Sí                                   | Sí                                   |                                      | Sí                                   |
|         | ESPN Premium             | Deportes                 | ESPN Inc                                          | Sí                                   | Sí                                   | Sí                                   | Sí                                   | Sí                                   | Sí                                   | Sí                                   |                                      | Sí                                   |
|         | TNT Sports               | Deportes                 | Warner Bros. Discovery                            | Sí                                   | Sí                                   | Sí                                   | Sí                                   | Sí                                   | Sí                                   | Sí                                   | Sí                                   | Sí                                   |
|         | TNT Sports Premium       | Deportes                 | Warner Bros. Discovery                            | Sí                                   | Sí                                   | Sí                                   | Sí                                   | Sí                                   | Sí                                   | Sí                                   |                                      | Sí                                   |
|         | CDO                      | Deportes                 | Miguel Nasur (51%) Comité Olímpico de Chile (49%) |                                      | Sí                                   |                                      | Sí                                   | Sí                                   |                                      | Sí                                   | Sí                                   | Sí                                   |
| CDO 2   |                          | Deportes                 | Miguel Nasur (51%) Comité Olímpico de Chile (49%) |                                      |                                      |                                      | Sí                                   |                                      | Sí                                   | Sí                                   |                                      |                                      |
|         | DSports                  | Deportes                 | Grupo Werthein                                    | Sí                                   |                                      |                                      |                                      |                                      |                                      |                                      |                                      |                                      |
|         | DSports 2                | Deportes                 | Grupo Werthein                                    | Sí                                   |                                      |                                      |                                      |                                      |                                      |                                      |                                      |                                      |
|         | DSports+                 | Deportes                 | Grupo Werthein                                    | Sí                                   |                                      |                                      |                                      |                                      |                                      |                                      |                                      |                                      |
|         | Teletrak TV              | Hípica                   | Red Teletrak                                      | Sí                                   | Sí                                   | Sí                                   | Sí                                   | Sí                                   |                                      | Sí                                   | Sí                                   | Sí                                   |
|         | Campo Abierto Televisión | Área rural y deportes    | Cardemil y Correa Televisión                      |                                      |                                      |                                      |                                      |                                      |                                      | Sí                                   | Sí                                   |                                      |
|         | ETC                      | Anime                    | Mega Media                                        |                                      | Sí                                   | Sí                                   | Sí                                   | Sí                                   |                                      | Sí                                   | Sí                                   | Sí                                   |
|         | Senpai TV                | Anime                    | Jaime Boetsch                                     |                                      | Sí                                   |                                      |                                      |                                      |                                      |                                      |                                      | Sí                                   |
|         | Funbox                   | Infantil                 | TV Azteca Internacional TV de Paga                |                                      |                                      |                                      | Sí                                   |                                      |                                      | Sí                                   | Sí                                   |                                      |
|         | 13C                      | Cultural                 | Grupo Luksic                                      | Sí                                   | Sí                                   | Sí                                   | Sí                                   | Sí                                   |                                      | Sí                                   | Sí                                   | Sí                                   |
|         | ARTV                     | Cultural                 | TVI Filmocentro                                   |                                      | Sí                                   |                                      | Sí                                   |                                      |                                      | Sí                                   |                                      |                                      |
|         | Docu                     | Cultural                 | TVI Filmocentro                                   |                                      | Sí                                   |                                      |                                      |                                      |                                      |                                      |                                      |                                      |
|         | Vive                     | Variedades               | VTR                                               |                                      | Sí                                   |                                      | Sí                                   |                                      |                                      |                                      |                                      |                                      |
|         | Mega Ficción             | Telenovelas y Teleseries | Mega Media                                        |                                      | Sí                                   | Sí                                   | Sí                                   |                                      |                                      |                                      |                                      | Sí                                   |
|         | Vía X                    | Musical                  | TVI Filmocentro                                   |                                      | Sí                                   |                                      | Sí                                   | Sí                                   | Sí                                   | Sí                                   |                                      | Sí                                   |
| Vía X 2 |                          | Musical                  | TVI Filmocentro                                   |                                      |                                      | Sí                                   |                                      |                                      |                                      |                                      |                                      |                                      |
|         | Zona Latina              | Familiar                 | TVI Filmocentro                                   |                                      | Sí                                   |                                      | Sí                                   | Sí                                   | Sí                                   | Sí                                   |                                      | Sí                                   |
|         | 24 Horas                 | Noticias                 | TVN                                               | Sí                                   | Sí                                   | Sí                                   | Sí                                   | Sí                                   | Sí                                   | Sí                                   | Sí                                   | Sí                                   |
|         | CNN Chile                | Noticias                 | Warner Bros. Discovery                            | Sí                                   | Sí                                   | Sí                                   | Sí                                   | Sí                                   | Sí                                   | Sí                                   | Sí                                   | Sí                                   |
|         | Canal CHV Noticias       | Noticias                 | Paramount Global                                  | Sí                                   |                                      |                                      |                                      | Sí                                   | Sí                                   |                                      | Sí                                   | Sí                                   |
|         | DNews                    | Noticias                 | Grupo Werthein                                    | Sí                                   |                                      |                                      |                                      |                                      |                                      |                                      |                                      |                                      |
|         | TNE TV                   | Religiosa                |                                                   |                                      | Sí                                   |                                      |                                      |                                      |                                      |                                      |                                      |                                      |
|         | TVN3                     | Archivos                 | TVN                                               |                                      | Sí                                   |                                      | Sí                                   |                                      |                                      |                                      |                                      | Sí                                   |
|         | Rec TV                   | Archivos                 | Grupo Luksic                                      |                                      | Sí                                   | Sí                                   | Sí                                   | Sí                                   |                                      | Sí                                   | Sí                                   | Sí                                   |
|         | TVS                      | Legislativa              | Estado de Chile                                   |                                      | Sí                                   | Sí                                   | Sí                                   | Sí                                   |                                      | Sí                                   | Sí                                   | Sí                                   |
|         | CDTV                     | Legislativa              | Estado de Chile                                   | Sí                                   | Sí                                   | Sí                                   | Sí                                   | Sí                                   |                                      | Sí                                   | Sí                                   | Sí                                   |

## Canales regionales, locales y comunitarios
| Logotipo                                   | Canal                                    | Eslogan                                                                      | Cobertura                                                                     | Región             | Señal                                                                                             | Señal |
| Logotipo                                   | Canal                                    | Eslogan                                                                      | Cobertura                                                                     | Región             | Abierta                                                                                           | Cable/Satelital/IPTV/OTT |
| ------------------------------------------ | ---------------------------------------- | ---------------------------------------------------------------------------- | ----------------------------------------------------------------------------- | ------------------ | ------------------------------------------------------------------------------------------------- | --- |
|                                            | Bío-Bío TV                               | Actualidad, análisis e independencia                                         | Santiago                                                                      | Metropolitana      | Canal 26.1 (TDT)                                                                                  | Canal 51 (VTR) Canal 124 (Claro) Canal 110 (Gtd/Telsur) Canal 521 (Mundo) Canal 10 (Zapping) |
|                                            | STGO.TV                                  | Televisión universitaria, Cultural                                           | Santiago                                                                      | Metropolitana      | Canal 50.1 (TDT)                                                                                  | Canal 522 (Mundo) Canal 173 (Zapping) Canal 145 (Sitelco TV) |
|                                            | CNTV Infantil                            | Televisión cultural y educativa                                              | Santiago                                                                      | Metropolitana      |                                                                                                   | |
|                                            | TVR                                      |                                                                              | Santiago                                                                      | Metropolitana      | Canal 14.1 (TDT)                                                                                  | Canal 64 (Gtd/Telsur) Canal 523 (Mundo) Canal 175 (Zapping) |
|                                            | Tevex                                    |                                                                              | Santiago                                                                      | Metropolitana      | Canal 14.2 (TDT)                                                                                  | Canal 155 (Sitelco TV) |
|                                            | FM Plus                                  |                                                                              | Santiago                                                                      | Metropolitana      | Canal 14.3 (TDT)                                                                                  | |
|                                            | Enlace                                   | Una imagen de lo alto                                                        | Santiago                                                                      | Metropolitana      | Canal 15.1 (TDT)                                                                                  | |
|                                            | CMET Canal 58                            |                                                                              | Santiago                                                                      | Metropolitana      |                                                                                                   | Canal 58 (CMET) |
|                                            | Nuevo Tiempo                             | El canal de la esperanza                                                     | Santiago                                                                      | Metropolitana      | Canal 25.1 (TDT)                                                                                  | Canal 99 (CMET) Canal 149 (Gtd/Telsur) Canal 687 (Mundo) |
|                                            | Buin Somos Todos                         |                                                                              | Buin                                                                          | Metropolitana      |                                                                                                   | Canal 758 (Mundo) |
|                                            | Emoción TV                               |                                                                              | Buin                                                                          | Metropolitana      |                                                                                                   | Canal 116 (Mundo) Canal 763 (Mundo) |
|                                            | Maipovisión                              | Nos juntamos                                                                 | Buin                                                                          | Metropolitana      |                                                                                                   | Canal 6 (Del Maipo Comunicaciones) |
|                                            | Colina TV                                |                                                                              | Colina                                                                        | Metropolitana      | Canal 22.1 (TDT)                                                                                  | |
|                                            | VJTV Canal 29                            | El canal de la gente                                                         | La Cisterna                                                                   | Metropolitana      |                                                                                                   | |
|                                            | Caracola TV                              |                                                                              | La Florida                                                                    | Metropolitana      | Canal 22.2 (TDT)                                                                                  | Canal 9 (Sitelco TV) |
|                                            | Turno                                    |                                                                              | Santiago                                                                      | Metropolitana      | Canal 38.1 (TDT)                                                                                  | |
|                                            | Gracia TV                                |                                                                              | Santiago                                                                      | Metropolitana      | Canal 38.3 (TDT)                                                                                  | |
|                                            | La Granja TV                             |                                                                              | La Granja                                                                     | Metropolitana      | Canal 43.1 (TDT)                                                                                  | |
|                                            | La Granja FM                             |                                                                              | La Granja                                                                     | Metropolitana      | Canal 43.2 (TDT)                                                                                  | |
|                                            | Ritmo Chileno                            |                                                                              | La Granja                                                                     | Metropolitana      | Canal 43.3 (TDT)                                                                                  | |
|                                            | Suyai TV                                 | Una obra de arte en sí misma que exhibe y promueve el arte.                  | La Granja (TDT) Nivel nacional por cable e internet.                          | Metropolitana      | Canal 43.4 (TDT)                                                                                  | Canal 100 (Gtd/Telsur de la Costa) Canal 239 (Wircom SpA) Canal 41.3 y 43.1 (Coltrahue Tv) Canal 87 (NALTEC) Canal 14 (Señal Max)Canal 25.5 (Fullconection) Canal 132 (Sitelco TV) Canal 122 (LINENET) Canal 100 (ZAPI TV España) Canal 502 (Cable Color Honduras) |
|                                            | Radio Suyai TV                           | ¡Bienvenidos a Radio Suyai TV, donde el arte cobra vida a través del sonido! | Nivel global por cable e internet.                                            | Metropolitana      |                                                                                                   | Apple Music Tunein My Tuner Canal 806 (Sitelco TV) Canal 806 (Skarnet TV) |
|                                            | La Pintana TV                            |                                                                              | La Pintana                                                                    | Metropolitana      |                                                                                                   | Canal 39 (Cable Unión) Canal 119 (Mundo) |
|                                            | Canal 10 Melipilla                       |                                                                              | Melipilla                                                                     | Metropolitana      |                                                                                                   | Canal 10 (Tu Mundo Net) |
|                                            | Canal 57                                 |                                                                              | Melipilla                                                                     | Metropolitana      |                                                                                                   | Canal 57 (Melivisión) |
|                                            | Telemel                                  |                                                                              | Melipilla                                                                     | Metropolitana      |                                                                                                   | Canal 16 (Melivisión) |
|                                            | Visión Plus TV                           | Somos diferentes                                                             | Santiago (TDT) Nacional por cable e internet.                                 | Metropolitana      | Canal 38.2 (TDT)                                                                                  | Canal 14 (Melivisión) Canal 171 (Zapping) Canal 145 (Sitelco TV)Canal 18 (Binet) Canal 85 (Inaltec) Canal 21 (Señal Max) |
|                                            | Islita TV                                |                                                                              | Padre Hurtado                                                                 | Metropolitana      | Canal 48.1 (TDT)                                                                                  | |
|                                            | Señal 3 La Victoria                      |                                                                              | Pedro Aguirre Cerda                                                           | Metropolitana      | Canal 47.1 (TDT)                                                                                  | |
|                                            | TV8 Peñalolén                            | Canal 8, el canal de Peñalolén                                               | Peñalolén                                                                     | Metropolitana      | Canal 8 (VHF)                                                                                     | |
|                                            | Tres Puntos TV                           |                                                                              | Peñalolén                                                                     | Metropolitana      | Canal 48.1 (TDT)                                                                                  | |
|                                            | Bajos de Mena TV                         |                                                                              | Puente Alto                                                                   | Metropolitana      | Canal 42.1 (TDT)                                                                                  | |
|                                            | Quilicura TV                             | Mi canal                                                                     | Quilicura                                                                     | Metropolitana      | Canal 42.1 (TDT)                                                                                  | |
|                                            | ISB                                      | La TV de San Bernardo                                                        | San Bernardo                                                                  | Metropolitana      |                                                                                                   | Canal 44 (Gtd/Telsur) Canal 176 (Zapping) |
|                                            | Legua TV                                 | Tu alternativa                                                               | San Joaquín                                                                   | Metropolitana      | Canal 47 (UHF)                                                                                    | |
|                                            | TalaTV                                   |                                                                              | Talagante                                                                     | Metropolitana      | Canal 42.2 (TDT)                                                                                  | |
|                                            | UneteV                                   |                                                                              | Talagante                                                                     | Metropolitana      | Canal 42.1 (TDT)                                                                                  | Canal 31 y 767 (Mundo) |
|                                            | Arica TV                                 | El canal de los ariqueños                                                    | Arica                                                                         | Arica y Parinacota |                                                                                                   | Canal 13 (VTR) |
|                                            | Challa TV                                |                                                                              | Arica                                                                         | Arica y Parinacota | Canal 47.1 (TDT)                                                                                  | |
|                                            | Puerta Norte TV                          |                                                                              | Arica                                                                         | Arica y Parinacota | Canal 43.1 (TDT)                                                                                  | |
|                                            | Parinacota TV                            |                                                                              | Putre                                                                         | Arica y Parinacota | Canal 11 (VHF)                                                                                    | |
|                                            | Iquique Televisión                       | Más cerca de ti                                                              | Iquique, Alto Hospicio                                                        | Tarapacá           | Canal 25.1 (TDT)                                                                                  | Canal 102 (VTR) |
|                                            | NorTV                                    | Ve tu ciudad                                                                 | Iquique, Alto Hospicio                                                        | Tarapacá           |                                                                                                   | Canal 11 (VTR) |
|                                            | RTC Televisión                           | Tu canal regional                                                            | Iquique, Alto Hospicio                                                        | Tarapacá           | Canal 26.1 (TDT)                                                                                  | Canal 9 (VTR) |
|                                            | Tamarugal Televisión                     | Tu nueva forma de ver                                                        | Pozo Almonte                                                                  | Tarapacá           |                                                                                                   | Canal 11 (Pozo Almonte Cable) |
|                                            | Antofagasta TV                           | El canal de Antofagasta                                                      | Antofagasta                                                                   | Antofagasta        | Canal 14.2 (TDT)                                                                                  | Canal 16 (VTR) Canal 63 (Gtd/Telsur) Canal 167 (Zapping) |
|                                            | El Hashtag TV                            |                                                                              | Antofagasta                                                                   | Antofagasta        | Canal 41.3 (TDT)                                                                                  | |
|                                            | Digital Channel                          | Audio e imagen digital...                                                    | Antofagasta                                                                   | Antofagasta        |                                                                                                   | Canal 15 (VTR) |
|                                            | LRP Televisión                           |                                                                              | Antofagasta                                                                   | Antofagasta        | Canal 41.1 (TDT)                                                                                  | |
|                                            | Calama TV                                |                                                                              | Calama                                                                        | Antofagasta        |                                                                                                   | Canal 13 (VTR) |
|                                            | Holvoet Televisión                       | Está contigo                                                                 | Copiapó, Tierra Amarilla                                                      | Atacama            | Canal 25.1 (TDT)                                                                                  | |
| Caldera                                    | Holvoet Televisión                       | Está contigo                                                                 | Canal 2 (VHF)                                                                 | Atacama            |                                                                                                   | |
| Chañaral                                   | Holvoet Televisión                       | Está contigo                                                                 | Canal 5 (VHF)                                                                 | Atacama            |                                                                                                   | |
| Diego de Almagro                           | Holvoet Televisión                       | Está contigo                                                                 | Canal 13 (VHF)                                                                | Atacama            |                                                                                                   | |
| El Salvador                                | Holvoet Televisión                       | Está contigo                                                                 | Canal 4 (VHF)                                                                 | Atacama            |                                                                                                   | |
| Los Loros                                  | Holvoet Televisión                       | Está contigo                                                                 | Canal 7 (VHF)                                                                 | Atacama            |                                                                                                   | |
| Vallenar, Alto del Carmen, Domeyko, Huasco | Holvoet Televisión                       | Está contigo                                                                 | Canal 11 (VHF)                                                                | Atacama            |                                                                                                   | |
|                                            | Huasco Televisión                        | Visualmente creciendo contigo                                                | Huasco                                                                        | Atacama            |                                                                                                   | Canal 24 (Cable Huasco) |
|                                            | Canal 2 Vallenar                         |                                                                              | Vallenar                                                                      | Atacama            | Canal 2 (VHF)                                                                                     | |
|                                            | Thema Televisión                         |                                                                              | La Serena, Coquimbo                                                           | Coquimbo           | Canal 45.1 (TDT)                                                                                  | Canal 40 (Claro) Canal 66 (Gtd/Telsur) |
| Andacollo                                  | Thema Televisión                         | Canal 13 (VHF)                                                               |                                                                               | Coquimbo           |                                                                                                   | |
| Ovalle                                     | Thema Televisión                         | Canal 2 (VHF)                                                                |                                                                               | Coquimbo           |                                                                                                   | |
|                                            | América TV                               |                                                                              | La Serena, Coquimbo                                                           | Coquimbo           | Canal 49.1 (TDT)                                                                                  | |
| Ovalle                                     | América TV                               | Canal 45.1 (TDT)                                                             |                                                                               | Coquimbo           |                                                                                                   | |
|                                            | Mi Radio TV                              |                                                                              | La Serena, Coquimbo                                                           | Coquimbo           |                                                                                                   | Canal 801 (Mundo) Canal 165 (Zapping) |
|                                            | Astro TV                                 |                                                                              | Ovalle                                                                        | Coquimbo           |                                                                                                   | Canal 3 (Cable Color) |
|                                            | Ovalle Televisión                        |                                                                              | Ovalle                                                                        | Coquimbo           |                                                                                                   | Canal 63 (Cable Color) |
|                                            | TV2 Choapa                               |                                                                              | Illapel                                                                       | Coquimbo           | Canal 2 (VHF)                                                                                     | |
|                                            | Tele 8 Illapel                           |                                                                              | Illapel                                                                       | Coquimbo           | Canal 8 (VHF)                                                                                     | |
|                                            | Salamanca Televisión                     |                                                                              | Salamanca                                                                     | Coquimbo           | Canal 4 (VHF)                                                                                     | |
|                                            | Vive TV Local                            |                                                                              | La Serena, Coquimbo, Vicuña, Ovalle, Illapel y Los Vilos                      | Coquimbo           |                                                                                                   | Canal 7 (VTR) |
|                                            | Elquina TV                               |                                                                              | Vicuña                                                                        | Coquimbo           | Canal 5 (VHF)                                                                                     | |
|                                            | Quintavisión                             | Tu voz local                                                                 | Valparaíso, Viña del Mar, Concón, Quilpué, Villa Alemana, Quillota, La Calera | Valparaíso         |                                                                                                   | Canal 9 (VTR) |
| San Felipe, Los Andes                      | Quintavisión                             | Tu voz local                                                                 |                                                                               | Valparaíso         | Canal 15 (VTR)                                                                                    | |
| San Antonio, Cartagena y Santo Domingo     | Quintavisión                             | Tu voz local                                                                 |                                                                               | Valparaíso         | Canal 71 (VTR)                                                                                    | |
|                                            | Plaza TV                                 |                                                                              | Valparaíso, Viña del Mar, Concón, Quilpué, Villa Alemana                      | Valparaíso         |                                                                                                   | Canal 784 (Mundo) |
|                                            | Canal 2 San Antonio                      | Señal que nos acerca                                                         | San Antonio, Cartagena, Santo Domingo, El Quisco, El Tabo, Algarrobo          | Valparaíso         | Canal 2.1 (TDT)                                                                                   | Canal 9 (VTR) Canal 178 (Zapping) |
|                                            | TV Costa                                 |                                                                              | San Antonio, Cartagena, Santo Domingo                                         | Valparaíso         | Canal 50.1 (TDT)                                                                                  | Canal 781 (Mundo) |
|                                            | Vox Populi Chile                         |                                                                              | Algarrobo, El Quisco                                                          | Valparaíso         | Canal 7.2 (TDT)                                                                                   | |
|                                            | Girovisual                               | Televisión abierta en el Litoral de los poetas                               | Algarrobo, El Quisco, El Tabo                                                 | Valparaíso         |                                                                                                   | Canal 101 (VTR) Canal 10 (Cable Mágico Estelar) |
| Casablanca                                 | Girovisual                               | Televisión abierta en el Litoral de los poetas                               |                                                                               | Valparaíso         | Canal 10 (Inet Americas Comunicaciones Ltda.)                                                     | |
|                                            | La Ligua TV                              |                                                                              | La Ligua                                                                      | Valparaíso         | Canal 3.2 (TDT)                                                                                   | |
|                                            | Ritoque TV                               |                                                                              | La Ligua                                                                      | Valparaíso         | Canal 3.3 (TDT)                                                                                   | |
|                                            | TVMAS                                    |                                                                              | Llay Llay                                                                     | Valparaíso         |                                                                                                   | Canal 65 (TV Cable Luxor) |
|                                            | Canal Local                              |                                                                              | Quillota                                                                      | Valparaíso         |                                                                                                   | Canal 793 (Mundo) |
|                                            | Cultura Online                           |                                                                              | San Felipe, Los Andes                                                         | Valparaíso         |                                                                                                   | Canal 779 (Mundo) |
|                                            | Frecuencia 7                             | Tu imagen                                                                    | San Felipe, Los Andes                                                         | Valparaíso         |                                                                                                   | Canal 13 (VTR) |
|                                            | VTV Los Andes                            |                                                                              | Provincia de San Felipe y Provincia de Los Andes                              | Valparaíso         | Canal 25.1 (TDT)                                                                                  | Canal 14 (VTR) Canal 65 (Gtd/Telsur) Canal 67 (TV Cable Luxor) |
| Provincia de Quillota                      | VTV Los Andes                            | Canal 48.1 (TDT)                                                             | Canal 170 (Zapping)                                                           | Valparaíso         |                                                                                                   | |
|                                            | Mata O Te Rapa Nui                       |                                                                              | Rapa Nui                                                                      | Valparaíso         | Canal 13.1 (TDT)                                                                                  | |
|                                            | GTV                                      |                                                                              | Rancagua                                                                      | O'Higgins          |                                                                                                   | Canal 761 (Mundo) |
|                                            | Sextavisión                              | Sextavisión despierta tus sentidos                                           | Rancagua                                                                      | O'Higgins          |                                                                                                   | Canal 7 (VTR) Canal 56 (Gtd/Telsur) Canal 775 (Mundo) |
|                                            | El Tipógrafo                             |                                                                              | Rancagua                                                                      | O'Higgins          |                                                                                                   | Canal 789 (Mundo) |
|                                            | Somos TV                                 |                                                                              | Graneros                                                                      | O'Higgins          |                                                                                                   | Canal 754 (Mundo) |
|                                            | Imagia Televisión                        |                                                                              | San Vicente de Tagua Tagua                                                    | O'Higgins          |                                                                                                   | Canal 2 (Mundo) |
|                                            | TVO San Vicente                          | Siempre hay más                                                              | San Vicente de Tagua Tagua, Por cable e internet Región metropolitana         | O'Higgins          |                                                                                                   | Canal 16.3 (Coltrahue TV) Canal 146 (SITELCO) |
|                                            | Campovisión                              |                                                                              | Santa Cruz                                                                    | O'Higgins          |                                                                                                   | Canal 4 (Mundo) |
|                                            | Canal de Noticias Colchagua (CNC)        |                                                                              | Santa Cruz                                                                    | O'Higgins          |                                                                                                   | Canal 16.4 (Coltrahue TV) |
|                                            | TV Colchagua                             |                                                                              | Santa Cruz                                                                    | O'Higgins          |                                                                                                   | Canal 16.2 (Coltrahue TV) |
|                                            | Telecanal Santa Cruz                     |                                                                              | Santa Cruz                                                                    | O'Higgins          |                                                                                                   | Canal 2 (Mundo) |
|                                            | Canal 23                                 |                                                                              | Chimbarongo                                                                   | O'Higgins          |                                                                                                   | Canal 23 (T.I.CH) |
|                                            | Pichilemu TV                             |                                                                              | Pichilemu                                                                     | O'Higgins          | Canal 50.1 (TDT)                                                                                  | Canal 6 (VTR) Canal 16 (Cablenet) Canal 785 (Mundo) |
|                                            | TVR Canal 11 (Curicó)                    |                                                                              | Curicó                                                                        | Maule              | Canal 11.1 (TDT)                                                                                  | |
|                                            | Vivo TV                                  |                                                                              | Curicó                                                                        | Maule              | Canal 25.1 (TDT)                                                                                  | Canal 760 (Mundo) |
|                                            | Conexión 99                              |                                                                              | Curicó                                                                        | Maule              |                                                                                                   | Canal 99 (VTR) |
|                                            | UTalca TV                                |                                                                              | Curicó                                                                        | Maule              | Canal 50.1 (TDT)                                                                                  | |
| Talca                                      | UTalca TV                                | Canal 15.1 (TDT)                                                             | Canal 2 (VTR) Canal 762 (Mundo)                                               | Maule              |                                                                                                   | |
|                                            | En Línea TV                              |                                                                              | Talca                                                                         | Maule              | Canal 6.1 (TDT)                                                                                   | |
|                                            | Telecanal Talca                          | + onda + entretención                                                        | Talca                                                                         | Maule              | Canal 6.2 (TDT)                                                                                   | Canal 751 (Mundo) |
|                                            | Canal 30                                 |                                                                              | San Javier                                                                    | Maule              |                                                                                                   | Canal 186 (TV Cable Loncomilla) |
|                                            | Canal 2 Linares                          | Televisión local al servicio de la comunidad                                 | Linares                                                                       | Maule              |                                                                                                   | Canal 8 (VTR) |
|                                            | TV5 Linares                              | La señal de Linares                                                          | Linares                                                                       | Maule              | Canal 5.1 (TDT)                                                                                   | Canal 749 (Mundo) |
|                                            | Contivisión                              |                                                                              | Constitución                                                                  | Maule              | Canal 21.1 (TDT)                                                                                  | Canal 10 (VTR) Canal 747 (Mundo) |
|                                            | TeleCauquenes                            | El canal de la Provincia                                                     | Cauquenes, Chanco, Pelluhue, Curanipe, Quirihue, San Nicolás, Ninhue          | Maule              |                                                                                                   | Canal 2 (Análogo) y HD 795 Mundo |
|                                            | Molina TV                                |                                                                              | Molina                                                                        | Maule              |                                                                                                   | Canal 11 (Novavisión) Canal 118 (Mundo) |
|                                            | Nova TV                                  |                                                                              | Molina                                                                        | Maule              |                                                                                                   | Canal 7 (Novavisión) |
|                                            | UTV San Clemente                         |                                                                              | San Clemente                                                                  | Maule              |                                                                                                   | Canal 753 (Mundo) |
|                                            | Canal 1 (Chillán)                        | El canal de la región de Ñuble                                               | Chillán, Chillán Viejo                                                        | Ñuble              | Canal 36.1 (TDT)                                                                                  | Canal 41 (Claro) Canal 750 (Mundo) |
|                                            | Interactiva TV                           |                                                                              | Chillán, Chillán Viejo                                                        | Ñuble              | Canal 46.1 (TDT)                                                                                  | |
|                                            | Red Visión Televisión                    |                                                                              | Chillán, Chillán Viejo                                                        | Ñuble              | Canal 28.2 (TDT)                                                                                  | |
|                                            | Televida                                 |                                                                              | Chillán, Chillán Viejo                                                        | Ñuble              | Canal 28.1 (TDT)                                                                                  | |
|                                            | Itata Visión                             |                                                                              | Coelemu                                                                       | Ñuble              |                                                                                                   | Canal 2 (Mundo) |
|                                            | Nueva Región TV                          |                                                                              | Quillón                                                                       | Ñuble              |                                                                                                   | Canal 773 (Mundo) |
|                                            | San Carlos Televisión                    |                                                                              | San Carlos                                                                    | Ñuble              |                                                                                                   | Canal 746 (Mundo) |
|                                            | San Nicolás TV                           |                                                                              | San Nicolás                                                                   | Ñuble              | Canal 51.1 (TDT)                                                                                  | |
|                                            | VTV Yungay                               | Nuestra señal                                                                | Yungay                                                                        | Ñuble              |                                                                                                   | Canal 2 (TV Cable Yungay) |
|                                            | Televisión Universidad de Concepción     | La comunidad del contenido                                                   | Chillán, Chillán Viejo                                                        | Ñuble Bío Bío      |                                                                                                   | Canal 7 (VTR) |
| Concepción, Talcahuano                     | Televisión Universidad de Concepción     | La comunidad del contenido                                                   | Canal 11.1 (TDT)                                                              | Ñuble Bío Bío      | Canal 16 (VTR) Canal 42 (Claro) Canal 38 y 838 (Gtd/Telsur) Canal 510 (Mundo) Canal 180 (Zapping) | |
| Los Ángeles                                | Televisión Universidad de Concepción     | La comunidad del contenido                                                   |                                                                               | Ñuble Bío Bío      | Canal 67 (VTR)                                                                                    | |
|                                            | Canal 9 Bío-Bío Televisión               | Te veo bien                                                                  | Chillán, Chillán Viejo                                                        | Ñuble Bío Bío      | Canal 26.1 (TDT)                                                                                  | Canal 8 (VTR) |
| Concepción, Talcahuano, Arauco             | Canal 9 Bío-Bío Televisión               | Te veo bien                                                                  | Canal 26.1 (TDT)                                                              | Ñuble Bío Bío      | Canal 17 (VTR) Canal 40 (Claro) Canal 29 (Gtd/Telsur) Canal 511 (Mundo) Canal 179 (Zapping)       | |
| Los Ángeles                                | Canal 9 Bío-Bío Televisión               | Te veo bien                                                                  | Canal 21.1 (TDT)                                                              | Ñuble Bío Bío      | Canal 65 (VTR)                                                                                    | |
|                                            | TV8                                      | Tu canal de la región del Bío Bío                                            | Concepción                                                                    | Bío Bío            |                                                                                                   | Canal 23 (VTR) |
|                                            | Mundo TV Noticias                        | Noticias que te importan                                                     | Concepción                                                                    | Bío Bío            |                                                                                                   | Canal 3 (Mundo) |
|                                            | Concepción TV                            |                                                                              | Concepción                                                                    | Bío Bío            |                                                                                                   | Canal 757 (Mundo) |
|                                            | El 3 de Conce                            |                                                                              | Concepción                                                                    | Bío Bío            | Canal 40.1 (TDT)                                                                                  | |
|                                            | Ziza TV                                  |                                                                              | Chiguayante                                                                   | Bío Bío            |                                                                                                   | Canal 759 (Mundo) |
|                                            | Canal Tvmás                              | La TV al sur del Bío Bío                                                     | Coronel, Lota                                                                 | Bío Bío            |                                                                                                   | Canal 7 y 772 (Mundo) |
|                                            | Dinámica TV                              |                                                                              | Coronel, Lota                                                                 | Bío Bío            |                                                                                                   | Canal 2 y 770 (Mundo) |
|                                            | Zonal TV                                 |                                                                              | Coronel, Lota                                                                 | Bío Bío            |                                                                                                   | Canal 5 y 769 (Mundo) |
|                                            | Canal TV4                                |                                                                              | Lota                                                                          | Bío Bío            |                                                                                                   | Canal 4 / 772 HD / 168 Mundo GO! (Mundo) |
|                                            | G Visión                                 |                                                                              | Tomé                                                                          | Bío Bío            |                                                                                                   | Canal 2 y 777 (Mundo) |
|                                            | NCC TV                                   |                                                                              | Tomé                                                                          | Bío Bío            |                                                                                                   | Canal 4 y 776 (Mundo) |
|                                            | RDO Televisión                           |                                                                              | Hualqui                                                                       | Bío Bío            |                                                                                                   | Canal 787 (Mundo) |
|                                            | Canal 2 Los Ángeles                      |                                                                              | Los Ángeles                                                                   | Bío Bío            |                                                                                                   | Canal 66 (VTR) Canal 2 (Mundo) |
|                                            | Araucovisión                             |                                                                              | Arauco                                                                        | Bío Bío            |                                                                                                   | Canal 2 (Mundo) |
|                                            | TVC                                      | Mi Canal - Comunal Canal 4                                                   | Cabrero                                                                       | Bío Bío            |                                                                                                   | Canal 4 (TV Cable del Sur) |
|                                            | Conecta TV                               |                                                                              | Cañete                                                                        | Bío Bío            |                                                                                                   | Canal 2 (Mundo) |
|                                            | Curanilahue TV                           |                                                                              | Curanilahue                                                                   | Bío Bío            |                                                                                                   | Canal 2 y 783 (Mundo) |
|                                            | Odisea TV                                |                                                                              | Huepil                                                                        | Bío Bío            |                                                                                                   | Canal 788 (Mundo) |
|                                            | Lebu Televisión                          |                                                                              | Lebu                                                                          | Bío Bío            |                                                                                                   | Canal 2 (Mundo) |
|                                            | Exprezion TV                             |                                                                              | Los Álamos                                                                    | Bío Bío            |                                                                                                   | Canal 7 y 786 (Mundo) |
|                                            | Canal 11 Televisión                      |                                                                              | Monte Águila                                                                  | Bío Bío            |                                                                                                   | Canal 11 (TV Cable del Sur) |
|                                            | Pacífico TV                              |                                                                              | Mulchén                                                                       | Bío Bío            |                                                                                                   | Canal 2 y 764 (Mundo) |
|                                            | SB Televisión                            |                                                                              | Santa Bárbara                                                                 | Bío Bío            |                                                                                                   | Canal 794 (Mundo) |
|                                            | Club TV                                  |                                                                              | Santa Juana                                                                   | Bío Bío            |                                                                                                   | Canal 778 (Mundo) |
|                                            | Juntos TV                                |                                                                              | Yumbel                                                                        | Bío Bío            |                                                                                                   | Canal 11 (TV Cable del Sur) Canal 774 (Mundo) |
|                                            | TeleAngol                                | Es tiempo de ver y escuchar                                                  | Angol                                                                         | Araucanía          | Canal 4.1 (TDT)                                                                                   | Canal 182 (Zapping) |
|                                            | Canal 5 Angol                            |                                                                              | Angol                                                                         | Araucanía          |                                                                                                   | Canal 768 (Mundo) |
|                                            | Sureña TV                                |                                                                              | Collipulli                                                                    | Araucanía          |                                                                                                   | Canal 3 y 756 (Mundo) |
|                                            | Canal 8 Los Sauces                       |                                                                              | Los Sauces, Purén                                                             | Araucanía          |                                                                                                   | Canal 790 (Mundo) |
|                                            | RTV12 Victoria                           |                                                                              | Victoria                                                                      | Araucanía          |                                                                                                   | Canal 68 (VTR) |
|                                            | Voz Populi TV                            |                                                                              | Victoria                                                                      | Araucanía          |                                                                                                   | Canal 7 y 755 (Mundo) |
|                                            | Lautaro Educa TV                         |                                                                              | Lautaro                                                                       | Araucanía          |                                                                                                   | Canal 16 (Lautaro Cablevisión) |
|                                            | Canal 8 Saavedra                         |                                                                              | Puerto Saavedra                                                               | Araucanía          | Canal 8 (VHF)                                                                                     | |
|                                            | Universidad Autónoma de Chile Televisión |                                                                              | Temuco                                                                        | Araucanía          | Canal 16.2 (TDT)                                                                                  | Canal 11 (VTR) Canal 34 y 828 (Gtd/Telsur) Canal 782 (Mundo) Canal 181 (Zapping) |
|                                            | Abajo e' la Línea                        |                                                                              | Temuco                                                                        | Araucanía          | Canal 35.1 (TDT)                                                                                  | |
|                                            | Ufrovisión                               |                                                                              | Temuco                                                                        | Araucanía          | Canal 38.1 (TDT)                                                                                  | Canal 48 y 832 (Gtd/Telsur) |
|                                            | TEC TV                                   |                                                                              | Temuco                                                                        | Araucanía          | Canal 43.1 (TDT)                                                                                  | Canal 55 (Gtd/Telsur) |
|                                            | UCT Araucanía                            |                                                                              | Temuco                                                                        | Araucanía          | Canal 50.1 (TDT)                                                                                  | Canal 61 (Gtd/Telsur) |
|                                            | Pucón TV                                 |                                                                              | Pucón, Villarrica                                                             | Araucanía          | Canal 5 (VHF)                                                                                     | |
|                                            | Mundos Lacustres                         |                                                                              | Villarrica                                                                    | Araucanía          |                                                                                                   | Canal 791 (Mundo) |
|                                            | ATV Valdivia                             | El canal de Valdivia                                                         | Valdivia                                                                      | Los Ríos           | Canal 46.1 (TDT)                                                                                  | Canal 11 (VTR) |
|                                            | Cool TV                                  |                                                                              | Valdivia                                                                      | Los Ríos           |                                                                                                   | Canal 42 (Gtd/Telsur) Canal 797 (Mundo) |
|                                            | Primitivos TV                            |                                                                              | Valdivia                                                                      | Los Ríos           |                                                                                                   | Canal 53 y 831 (Gtd/Telsur) |
|                                            | UACh TV                                  |                                                                              | Valdivia                                                                      | Los Ríos           |                                                                                                   | Canal 52 y 843 (Gtd/Telsur) |
|                                            | Valdivia TV                              |                                                                              | Valdivia                                                                      | Los Ríos           |                                                                                                   | Canal 43 (Gtd/Telsur) |
|                                            | Central Noticias                         |                                                                              | Panguipulli                                                                   | Los Ríos           |                                                                                                   | Canal 40 (Mundo) |
|                                            | Canal Latino                             |                                                                              | La Unión                                                                      | Los Ríos           |                                                                                                   | Canal 54 (Gtd/Telsur) |
|                                            | Los Volcanes Televisión                  |                                                                              | Río Bueno                                                                     | Los Ríos           |                                                                                                   | |
|                                            | I-Net TV Digital                         |                                                                              | Osorno                                                                        | Los Lagos          | Canal 25.1 (TDT)                                                                                  | Canal 9 (VTR) Canal 39 (Gtd/Telsur) |
|                                            | Osorno TV                                |                                                                              | Osorno                                                                        | Los Lagos          |                                                                                                   | Canal 46 (Gtd/Telsur) |
|                                            | ULagos TV                                |                                                                              | Osorno                                                                        | Los Lagos          | Canal 45.1 (TDT)                                                                                  | |
|                                            | Canal 5 Puerto Montt                     | Tu nueva mirada                                                              | Puerto Montt, Puerto Varas, Llanquihue                                        | Los Lagos          |                                                                                                   | Canal 78 (VTR) |
|                                            | Canal 79                                 |                                                                              | Puerto Montt, Puerto Varas, Llanquihue                                        | Los Lagos          |                                                                                                   | Canal 79 (VTR) |
|                                            | Patagonia Radio Televisión               |                                                                              | Puerto Montt, Puerto Varas, Llanquihue                                        | Los Lagos          |                                                                                                   | Canal 51 (Gtd/Telsur) Canal 186 (Zapping) |
|                                            | Vértice TV                               | El pulso de la región                                                        | Puerto Montt, Puerto Varas, Llanquihue                                        | Los Lagos          | Canal 49.1 (TDT)                                                                                  | Canal 12 (VTR) |
|                                            | Canal 2 Calbuco                          |                                                                              | Calbuco                                                                       | Los Lagos          |                                                                                                   | Canal 2 (TV-Cal) |
|                                            | Llanquihue TV                            |                                                                              | Llanquihue                                                                    | Los Lagos          |                                                                                                   | Canal 50 (Gtd/Telsur) |
|                                            | Visión TV                                |                                                                              | Frutillar, Fresia                                                             | Los Lagos          |                                                                                                   | Canal 2 (CableHogar) |
|                                            | Canal del Sur                            |                                                                              | Ancud                                                                         | Los Lagos          |                                                                                                   | Canal 47 (Gtd/Telsur) Canal 53 (Inet Americas Comunicaciones Ltda.) |
|                                            | Décima TV                                |                                                                              | Ancud                                                                         | Los Lagos          |                                                                                                   | Canal 2 (VTR) Canal 52 (Inet Americas Comunicaciones Ltda.) |
| Castro                                     | Décima TV                                | Canal 8 (VHF)                                                                |                                                                               | Los Lagos          |                                                                                                   | |
|                                            | La Tejuela Sur Televisión                |                                                                              | Ancud                                                                         | Los Lagos          |                                                                                                   | Canal 54 (Inet Americas Comunicaciones Ltda.) |
|                                            | NiTanRetro TV                            |                                                                              | Ancud                                                                         | Los Lagos          |                                                                                                   | Canal 5 (Inet Americas Comunicaciones Ltda.) |
| Castro                                     | NiTanRetro TV                            |                                                                              | Canal 3 (Inet Americas Comunicaciones Ltda.)                                  | Los Lagos          |                                                                                                   | |
|                                            | Castro Municipio TV                      | La televisión educativa de Chiloé                                            | Castro                                                                        | Los Lagos          |                                                                                                   | Canal 5 (Inet Americas Comunicaciones Ltda.) Canal 59 (Gtd/Telsur) Canal 54 (SurBit) |
|                                            | Canal Chilote                            |                                                                              | Castro                                                                        | Los Lagos          |                                                                                                   | Canal 87 (Inet Americas Comunicaciones Ltda.) |
|                                            | Imagen TV                                |                                                                              | Castro                                                                        | Los Lagos          |                                                                                                   | Canal 62 (Patagonia IP) |
|                                            | Telesur Castro                           |                                                                              | Castro                                                                        | Los Lagos          |                                                                                                   | Canal 3 (VTR) Canal 45 (Gtd/Telsur) |
|                                            | Dalca TV                                 |                                                                              | Dalcahue                                                                      | Los Lagos          |                                                                                                   | Canal 57 (Gtd/Telsur) |
|                                            | TVC                                      |                                                                              | Dalcahue                                                                      | Los Lagos          |                                                                                                   | Canal 25 (TV Cable Dalcahue Ltda.) |
|                                            | Canal 2 Quellón                          | Televisión al sur de Chile                                                   | Quellón                                                                       | Los Lagos          | Canal 21.1 (TDT)                                                                                  | Canal 7 (TV Net Cable) Canal 183 (Zapping) |
|                                            | Hito Cero Televisión                     |                                                                              | Quellón                                                                       | Los Lagos          | Canal 21.2 (TDT)                                                                                  | Canal 5 (TV Net Cable) |
|                                            | Rocco TV                                 |                                                                              | Coyhaique                                                                     | Aysén              |                                                                                                   | Canal 4 (VTR) Canal 41 (Gtd/Telsur) |
|                                            | Santa María Televisión                   |                                                                              | Coyhaique                                                                     | Aysén              |                                                                                                   | Canal 49 (Gtd/Telsur) |
|                                            | Aysén Televisión                         | De ayseninos, para los ayseninos                                             | Puerto Aysén                                                                  | Aysén              |                                                                                                   | Canal 67 (Video Cable SJ 410 S.A.) |
| Puerto Cisnes                              | Aysén Televisión                         | De ayseninos, para los ayseninos                                             |                                                                               | Aysén              | Canal 67 (TV Cable Patagonia Ltda.)                                                               | |
| Chile Chico                                | Aysén Televisión                         | De ayseninos, para los ayseninos                                             |                                                                               | Aysén              | Canal 8 (Video Cable SJ 410 S.A.)                                                                 | |
| Cochrane                                   | Aysén Televisión                         | De ayseninos, para los ayseninos                                             |                                                                               | Aysén              | Canal 31 (Video Cable SJ 410 S.A.)                                                                | |
|                                            | Telesur AysénTV - ATV                    | Aysén al Mundo                                                               | Puerto Aysén                                                                  | Aysén              | Canal 5 (VHF)                                                                                     | |
|                                            | Canal 11 Aysén                           | La televisión de Aysén                                                       | Puerto Aysén                                                                  | Aysén              |                                                                                                   | Canal 11 (Video Cable SJ 410 S.A.) |
|                                            | Pingüino TV                              |                                                                              | Punta Arenas                                                                  | Magallanes         | Canal 4.1 (TDT)                                                                                   | Canal 30 (TV RED) Canal 42 (Claro) |
| Puerto Natales                             | Pingüino TV                              |                                                                              | Canal 10 (TV RED)                                                             | Magallanes         |                                                                                                   | |
| Porvenir                                   | Pingüino TV                              |                                                                              | Canal 62 (TV RED)                                                             | Magallanes         |                                                                                                   | |
|                                            | ITV Patagonia                            | Llevando el espíritu de los magallánicos                                     | Punta Arenas                                                                  | Magallanes         | Canal 11.1 (TDT)                                                                                  | Canal 24 (TV RED) Canal 40 (Claro) Canal 185 (Zapping) |
| Puerto Natales                             | ITV Patagonia                            | Llevando el espíritu de los magallánicos                                     | Canal 11.1 (TDT)                                                              | Magallanes         | Canal 8 (TV RED)                                                                                  | |
| Porvenir                                   | ITV Patagonia                            | Llevando el espíritu de los magallánicos                                     |                                                                               | Magallanes         | Canal 33 (TV RED)                                                                                 | |
|                                            | Polar TV                                 | Imagen de un sonido                                                          | Punta Arenas                                                                  | Magallanes         | Canal 38.1 (TDT)                                                                                  | Canal 28 (TV RED) Canal 41 (Claro) |
| Puerto Natales                             | Polar TV                                 | Imagen de un sonido                                                          |                                                                               | Magallanes         | Canal 77 (TV RED)                                                                                 | |
|                                            | Soberanía TV                             |                                                                              | Punta Arenas                                                                  | Magallanes         | Canal 42.1 (TDT)                                                                                  | Canal 32 (TV RED) Canal 44 (Claro) |
| Puerto Natales                             | Soberanía TV                             |                                                                              | Canal 71 (TV RED)                                                             | Magallanes         |                                                                                                   | |
|                                            | SurTV                                    |                                                                              | Punta Arenas                                                                  | Magallanes         |                                                                                                   | Canal 43 (Claro) |
|                                            | Universidad de Magallanes Televisión     |                                                                              | Punta Arenas                                                                  | Magallanes         |                                                                                                   | Canal 33 (TV RED) Canal 58 (Gtd/Telsur) |
| Puerto Natales                             | Universidad de Magallanes Televisión     |                                                                              | Canal 65 (TV RED)                                                             | Magallanes         |                                                                                                   | |
| Porvenir                                   | Universidad de Magallanes Televisión     |                                                                              | Canal 42 (TV RED)                                                             | Magallanes         |                                                                                                   | |
| Puerto Williams                            | Universidad de Magallanes Televisión     |                                                                              | Canal 61 (TV RED)                                                             | Magallanes         |                                                                                                   | |
|                                            | CTV 35                                   |                                                                              | Punta Arenas                                                                  | Magallanes         | Canal 35.1 (TDT)                                                                                  | Canal 35 (TV RED) |
|                                            | Magallanes                               |                                                                              | Punta Arenas                                                                  | Magallanes         |                                                                                                   | Canal 36 (TV RED) |
|                                            | TV RED Canal 26                          |                                                                              | Punta Arenas                                                                  | Magallanes         |                                                                                                   | Canal 26 (TV RED) |
|                                            | Eva Visión                               |                                                                              | Puerto Natales                                                                | Magallanes         |                                                                                                   | Canal 57 (TV RED) |
|                                            | Milodón TV                               |                                                                              | Puerto Natales                                                                | Magallanes         | Canal 11.2 (TDT)                                                                                  | Canal 46 (TV RED) |
|                                            | Salesianos TV                            |                                                                              | Puerto Natales                                                                | Magallanes         |                                                                                                   | Canal 62 (TV RED) |

## Canales internacionales por suscripción
| Logo | Canal    | Programación | Eslogan               | Canales participantes                        | Propietario     | Empresa operadora de pago        |
| ---- | -------- | ------------ | --------------------- | -------------------------------------------- | --------------- | -------------------------------- |
|      | TV Chile | Generalista  | Encontrémonos         | Televisión Nacional de Chile, 24 Horas y NTV | Estado de Chile | Todos (según operadora por país) |
|      | 13i      | Generalista  | Tu conexión con Chile | Canal 13, 13C y Rec TV                       | Grupo Luksic    | Todos (según operadora por país) |